# Angelo Nardi
Angelo Nardi (Razzo, Vaglia di Mugello, 19 février 1584 - Madrid, 3 février 1665) est un peintre italien du XVIIe siècle ayant réalisé une grande partie de son œuvre en Espagne.

## Biographie

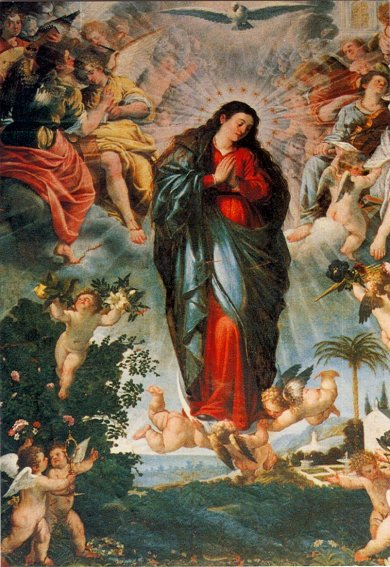
Immaculée Conception (1619-1620), couvent des Bernardes, Alcalá de Henares (Espagne).

Angelo Nardi naquit dans une famille de la noblesse florentine dépossédée de ses biens et chassée de la Toscane par la famille Médicis. Il se forma probablement au contact d’un groupe de peintres qui incluait Ludovico Cigoli, Domenico Passignano et Gregorio Pagani, le plus proche de la Contre-Réforme.
Entre 1600–1607 environ, il résida à Venise puis il déménagea à Madrid. En 1615 il reçut commande d'une série de peintures sur le thème de la réception de la fille de France et de l'infante d’Espagne (l’échange des deux reines, peint aussi par Rubens) à Irun ; elles furent détruites lors de l’incendie de l’Alcazar de Madrid en 1734.
Entre 1619 et 1620, il réalisa une série de toiles pour le couvent des Bernardes d’Alcala de Henares fondé par le puissant Bernardo de Sandoval y Rojas, archevêque de Tolède. Dans ces toiles on peut observer que Nardi a atteint sa maturité artistique. Ses personnages sont monumentaux, il mélange des éléments de sa formation toscane maniériste avec des influences de l’école vénitienne. Les visages sont marqués par un puissant naturalisme, et il utilise des jeux de lumières osés qui pourraient dénoter une connaissance de l’œuvre du Caravage
De façon surprenante, une fois achevé ces travaux pour les Bernardes, Nardi intégra de façon officielle l’atelier de Marcos de Aguilera, peintre connu de son temps, mais duquel aucune œuvre ne nous est parvenue. Ce maître mourut en 1622, laissant l’Italien face à l’atelier. Il se maria avec la fille du défunt en 1623 alors qu’elle n'était encore qu'une enfant. Ce  mariage de convenance fut un échec absolu. Nardi obtint son annulation en 1625. Cependant il dut subir un procès intenté par Lorenzo de Aguilera, fils de Marcos, qui gagna grâce aux témoignages de certains de ses collègues tels que Vicente Carducho ou Eugenio Cajés, avec qui il avait d’excellentes relations.
Cette étape difficile de sa vie prit fin lorsqu’il obtint le poste de peintre du roi en 1625, bien que ce fût sans solde. À la mort de Bartolomé González, le poste de peintre de la Chambre du Roi resta vacant, et Nardi l’obtint en 1631 malgré le nombre des aspirants. À la même époque, Velázquez arriva à Madrid et obtint un poste comparable à la cour. Entre les deux peintres s’établit une solide amitié facilitée par leurs caractères agréables, discrets et honnêtes. Nardi appuya le peintre sévillan lors de son procès pour être nommé Chevalier de l’Ordre de Santiago en 1658.
En 1627, il participa au concours public organisé pour la réalisation d’une toile sur l’Expulsion des Morisques que gagna Velazquez avec une toile célèbre en son temps mais qui disparut lors de l’incendie de l’Alcazar. Une fois établie sa situation économique, Nardi put se consacrer à son travail. Il réalisa une grande série de toiles pour des communautés religieuses comme les Bernardes de Jaen ou les Jésuites de Alcala.
Durant les années 1630, il tenta d’assimiler des éléments du style baroque dominant qui avait supplanté le maniérisme alors passé de mode. Ses compositions se firent plus dynamiques, bien qu’elles perdissent en solennité, avec des personnages aux gestes un peu forcés. Postérieurement, son art s’ankylosa, incapable d’assimiler les évolutions de son temps. Bien qu’il tenta parfois d’utiliser les coloris vénitiens, la majeure partie de ses toiles est dominée par des couleurs terres et opaques. 
Nardi gagna l’estime de ses collègues par son caractère doux et affable et pour avoir obtenu de la cour l’exemption l’alcabala, impôt que jusqu’alors les peintres devaient payer.

## Œuvres notoires
- Entrée des Infantes de France et d’Espagne à Irun (1615, exposé à l’Alcázar de Madrid, détruite en 1734)

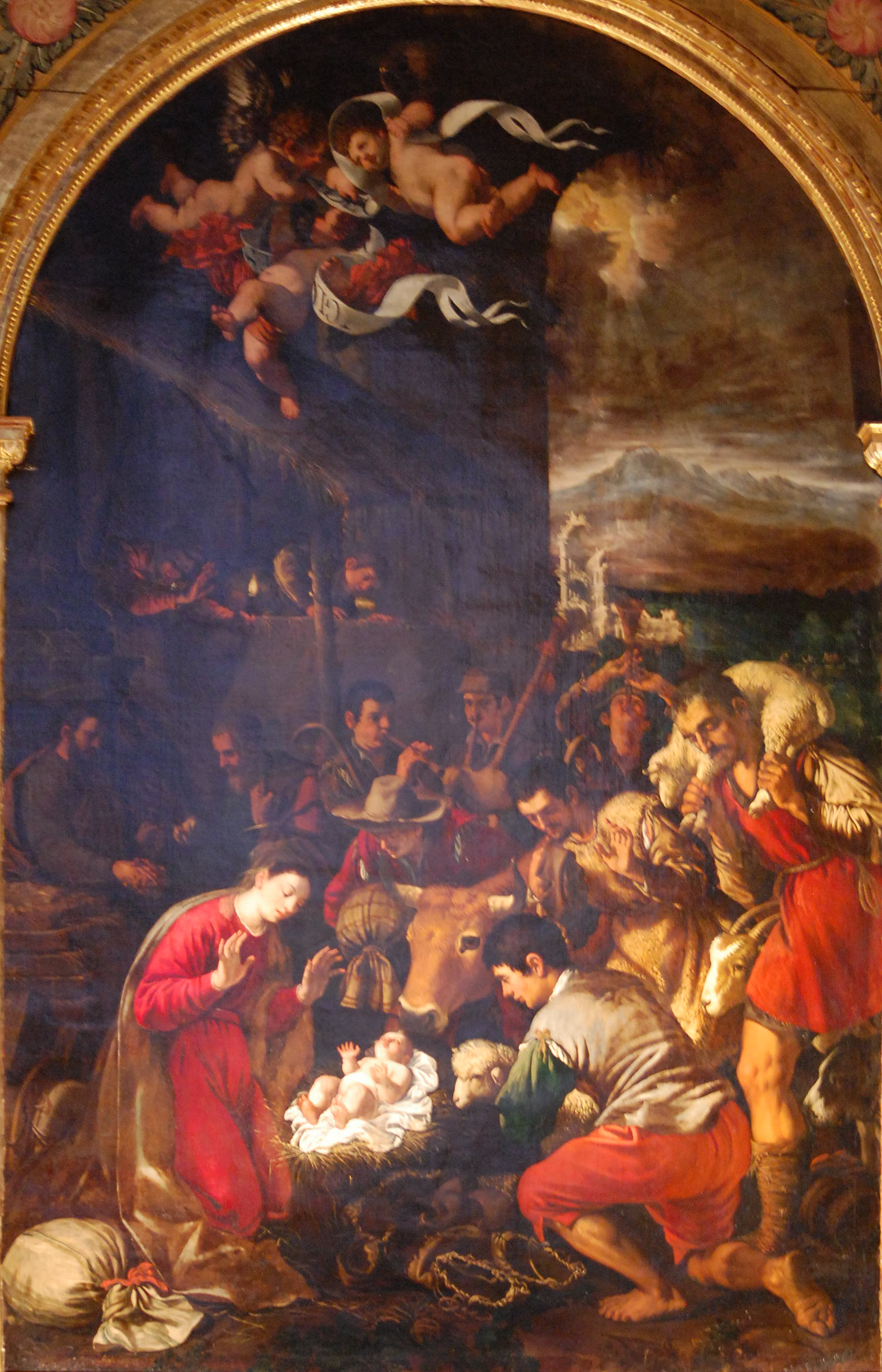
Adoration des bergers (1620), couvent des Bernardes, Alcalá de Henares (Espagne).

- Décoration du Couvent des Bernardes (1619-20, Alcalá de Henares)
  - Lapidation de saint Étienne
  - Martyre de saint Laurent
  - Fiançailles de la Vierge
  - Ascension de la Vierge
  - Immaculée Conception
  - Adoration des bergers
- Décoration de l’église des Jésuites (1625, Alcalá de Henares), œuvres perdues
  - Naissance de Jésus-Christ
  - Circoncision
  - Épiphanie
  - Présentation au Temple
  - Calvaire
- Crucifixion (Carmélites, Alcalá de Henares)
- Scènes de la Vie de sainte Thérèse de Jésus (Carmélites, Alcalá de Henares)
  - Sainte Thérèse contemplant a la Sainte Trinité
  -  Prise de l’habit de sainte Thérèse et des  novices de l'Incarnation
  - Sainte Thérèse écrivant,
  - Sainte Thérèse se frappant en contemplant un Ecce Homo
  - Sainte Thérèse recevant une flèche d’or
  - Sainte Thérèse contemplant un Ecce Homo
- Décorations à fresque de la Chapelle de la Conception, La Guardia (c. 1630)
- Décoration du fcouvent des Bernardes de Jaén (1634)
- Noli me tangere (1639, Getafe)
- Scènes de la Vie de Marie-Madeleine (1639, Archive de Alcalá de Henares)
- Anges avec saint Diego de Alcalá (1640, Archive de Alcalá de Henares)
- Réfection miraculeuse de Saint Diego de Alcalá (1640, destruido en 1942)
- Saint Jérôme (musée Balaguer, Vilanova i la Geltru)
- Saint José avec l’Enfant et saint Jean (musée du Prado, en dep. au Musée Provincial de Huesca)
- Présentation de Jésus au Temple (musée du Prado, en dep. au musée Provincial de Huesca)
- Retable des Clarisses (1647, Alcalá de Henares)
- Adoration des bergers (1650, Collection particulière)